# Mercantile Investment Trust
Mercantile Investment Trust plc ist eine britische Investmentgesellschaft mit Sitz in London.
Sie investiert hauptsächlich in mittlere und kleinere Unternehmen im Vereinigten Königreich. Zur Anlagepolitik des Unternehmens gehört es, neben dem Kapitalwachstum ein langfristiges Dividendenwachstum zu erzielen, das mindestens der Inflation entspricht und nicht mehr als 15 % des Bruttovermögens in andere britische börsennotierte geschlossene Investmentfonds (einschließlich Investment Trusts) zu investieren.
Das Unternehmen investiert in verschiedene Sektoren, wie Industrie, Finanzwerte, Technologie, Telekommunikation, Gesundheitswesen, zyklische Konsumgüter, Basiskonsumgüter, Energie, Immobilien und Versorger.
Im Juli 2024 beliefen sich die verwalteten Mittel auf insgesamt ca. 2,341 Mrd. Pfund.
Die Fondsmanager des Trusts sind Anthony Lynch und Guy Anderson von JPMorgan Funds Limited.
Das Unternehmen ist an der Londoner Börse gelistet und Teil des FTSE 250 Index.